# Elecciones presidenciales de Filipinas de 1949
Las elecciones presidenciales de Filipinas de 1949 se llevaron a cabo el 8 de noviembre de 1949. El vicepresidente Elpidio Quirino, que ejercía la presidencia desde la muerte de Manuel Roxas el año anterior, obtuvo la reelección para un mandato completo con el 50.93% de los votos, a pesar de que su partido, el Partido Liberal, se hallaba fragmentado por la separación de José Avelino, que obtuvo casi el 12%. El expresidente José P. Laurel, que había ejercido como presidente del gobierno títere durante la ocupación japonesa, obtuvo el 37.22% de los votos y denunció fraude, alegando que Quirino había recurrido a la intimidación de los votantes, lo cual fue respaldado por Carlos P. Romulo y Marvin M. Gray, editor del Evening News de Manila, quienes acusaron a Quirino en su libro La historia de Magsaysay de haber utilizado a los militares para ganar los comicios, describiendo el proceso como una "elección sucia".

## Resultados

### Presidenciales
| Candidatos           | Candidatos           | Partidos                            | Votos     | %      |
| -------------------- | -------------------- | ----------------------------------- | --------- | ------ |
|                      | Elpidio Quirino      | Partido Liberal                     | 1.803.808 | 50.93% |
|                      | José P. Laurel       | Partido Nacionalista                | 1.318,330 | 37.22% |
|                      | José Avelino         | Rama Avelinista del Partido Liberal | 419.890   | 11.85% |
|                      |                      |                                     |           |        |
| Total                | Total                | Total                               | 3.542.028 | 100%   |
|                      |                      |                                     |           |        |
| Votos válidos        | Votos válidos        | Votos válidos                       | 3.542.028 | 98.9%  |
| Votos anulados       | Votos anulados       | Votos anulados                      | 37.899    | 1.1%   |
| Votos en total       | Votos en total       | Votos en total                      | 3.579.917 | 69.7%  |
| Votantes registrados | Votantes registrados | Votantes registrados                | 5.135.814 |        |

### Vicepresidenciales
| Candidatos           | Partidos             | Partidos                            | Resultados | Resultados |
| Candidatos           | Partidos             | Partidos                            | Votos      | %          |
| -------------------- | -------------------- | ----------------------------------- | ---------- | ---------- |
| Fernando López       |                      | Partido Liberal                     | 1.341.284  | 52.19%     |
| Manuel Briones       |                      | Partido Nacionalista                | 1.184.215  | 46.08%     |
| Vicente J. Francisco |                      | Rama Avelinista del Partido Liberal | 44.510     | 1.73%      |
| Votos válidos        | Votos válidos        | Votos válidos                       | 3.370.067  | 94.1%      |
| Votos anulados       | Votos anulados       | Votos anulados                      | 209.850    | 5.9%       |
| Votos en total       | Votos en total       | Votos en total                      | 3.579.917  | 69.7%      |
| Votantes registrados | Votantes registrados | Votantes registrados                | 5.135.814  | 100.0%     |